# Narodowy rezerwat przyrody Polanská niva
Narodowy rezerwat przyrody Polanská niva (cz. národní přírodní rezervace Polanská niva) – narodowy rezerwat przyrody na terenie Czech, w kraju morawsko-śląskim, nieopodal Ostrawy. Przedmiotem ochrony jest las łęgowy w dolinie rzeki Odry wraz z jej martwymi korytami i meandrującym głównym nurtem. Rezerwat powstał w 1969 i zajmuje 144,93 ha powierzchni w granicach CHKO Poodří.